# Hans Bethge (Flieger)
Hans Bethge (* 6. Dezember 1890 in Berlin; † 17. März 1918 in Passendale) war ein deutscher Offizier der Fliegertruppe und erzielte im Ersten Weltkrieg als Jagdflieger insgesamt 20 bestätigte Abschüsse.

## Biografie
Bethge war der zweite Sohn des Kapitänleutnants a. D. Wilhelm Bethge. Er wuchs in Friedrichshafen am Bodensee auf und bestand 1911 das Abitur an der Oberrealschule in Ravensburg. Durch seine leichte Kurzsichtigkeit war ihm eine Karriere in der Marine verwehrt, weshalb er als Fahnenjunker in das Eisenbahn-Regiment Nr. 1 in Berlin-Schöneberg eintrat. Das Offizierspatent erhielt er 1912 auf der Kriegsschule Anklam und kehrte im Anschluss nach Berlin zurück.
Nach Kriegsbeginn rückte Bethge mit einer Baukompanie an die Westfront und versah dort typische Pionierarbeiten wie Brücken sprengen, Schienen legen und  Tunnel bauen. Dabei verletzte er sich am Knöchel. Nach dem Lazarett bewarb er sich in Deutschland zur Fliegerausbildung und absolvierte diese in Posen. Nach drei Monaten kam er nach Döberitz und flog in Gruppen- und Geschwaderflügen. Bald kehrte er an die Front zurück und flog dort den LVG-Doppeldecker in Aufklärungs- und Bombenflügen des Bombengeschwaders Ostende.

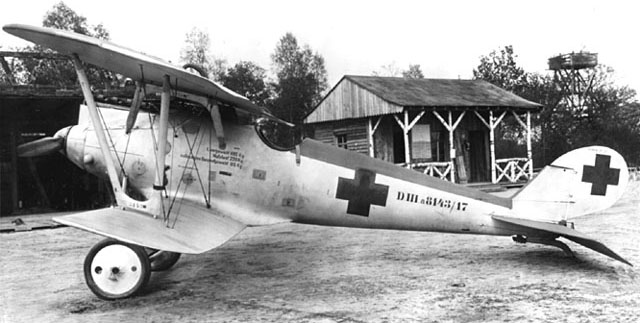
Ein Jagdeinsitzer Pfalz D.IIIa, wie ihn Hans Bethge ab 1917/18 flog.

Im März 1916 wurde Bethge zur Kampfstaffel des Oberleutnants Otto Parschau versetzt. Am 28. August schoss er den ersten, am 2. September den zweiten und am 26. Dezember 1916 den dritten Gegner ab. Im Februar 1917 übernahm er das Kommando über die neu aufgestellte Jagdstaffel 30, die in Phalempin im Frontabschnitt der 6. Armee lag. Er flog dort später den Jagdeinsitzer Pfalz D.IIIa, der ab August 1917 an der Front zum Einsatz kam.
Nach beiden Klassen des Eisernen Kreuzes wurde Bethge das Ritterkreuz des Königlichen Hausordens von Hohenzollern mit Schwertern verliehen. Nach seinem 20. Abschuss war er auch ein Aspirant für den Orden Pour le Mérite.

## Tod
Oberleutnant Bethge fiel im Luftkampf am 17. März 1918 bei Passendale und wurde in der Dorfkirche von Phalempin aufgebahrt. Zur Bahn wurde er unter anderen von Manfred von Richthofen und vom Kommandierenden General der Luftstreitkräfte (Kogenluft), Ernst von Hoeppner, geleitet. Der Sarg wurde nach Berlin überführt, wo er auf dem Friedhof III der Jerusalems- und Neuen Kirche vor dem Halleschen Tor beigesetzt wurde.
Verschiedenen Quellen ist zu entnehmen, dass seiner Mutter am Grab ihres Sohnes mitgeteilt wurde, dass ihr Sohn den Pour le Mérite erhalten hätte, wenn er überlebt hätte. Es war jedoch nicht üblich, diesen Orden posthum zu verleihen.